# Frans Koffrie (burgemeester)
Franciscus Johannes (Frans) Koffrie (Ede, 27 augustus 1937) is een Nederlands politicus van de PvdA.

## Leraar
Na de hts in Arnhem ging hij naar de Technische Universiteit Eindhoven waar hij in 1966 is afgestudeerd. Hierna werkte Koffrie enige tijd als wetenschappelijk medewerker en van 1967 tot 1971 was hij in Suriname docent wis- en natuurkunde op een lyceum in Paramaribo waarbij de latere Surinaamse president Ronald Venetiaan zijn collega was. In 1971 keerde hij terug naar Nederland en werd hij in Emmen docent wis- en natuurkunde op de Christelijke Scholengemeenschap (CSG).

## Bestuurlijk
Vanaf 1974 was Koffrie ook parttime wethouder in Dalen. Medio 1989 werd hij burgemeester van de Overijsselse gemeente Hasselt. Kort na zijn aantreden ontstond er discussie over de kosten van zijn ambtswoning. Besloten was dat de ambtswoning van zijn voorganger niet meer opgeknapt zou worden maar de kosten van de nieuwe woning waren volgens sommige lokale politici wel erg hoog. In 2000 kwam hij opnieuw in het landelijk nieuws omdat hij te goedkoop een kavel grond gekocht zou hebben. Koffrie bleef burgemeester van Hasselt tot die gemeente op 1 januari 2001 opging in de nieuwe gemeente Zwartewaterland. Hij ging toen vervroegd met pensioen maar zou nog wel tot eind 2008 actief blijven als voorzitter van de Koninklijke Nederlandse Gymnastiek Unie (KNGU). Daarna trad hij toe tot de internationale bond, de FIG.